# Zona mediterană

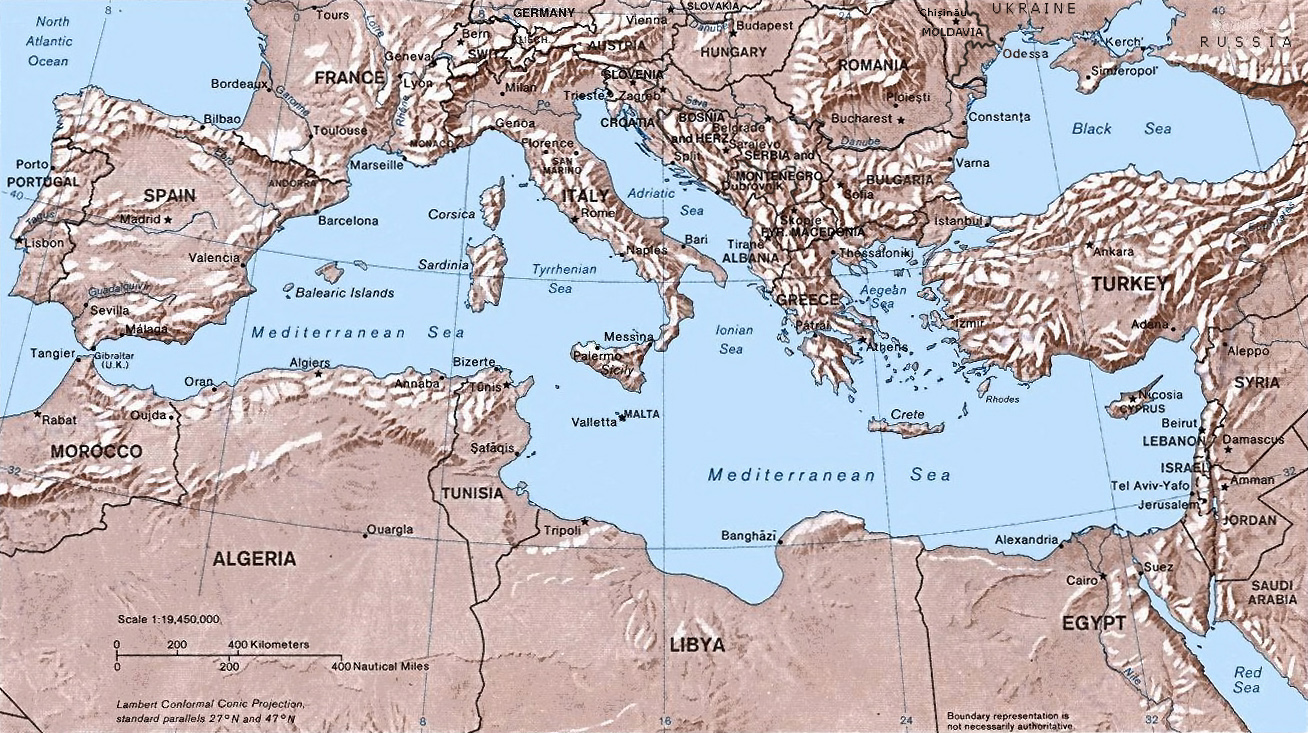
Harta politică a bazinului mediteraneean

Zona mediterană sau bazinul mediteran se referă la teritoriul înconjurat și din jurul Mării Mediterane.

## Geografie
Cea mai mare parte din Europa de Sud este dominată de Marea Mediterană. Dintre țările mai mari, doar Portugalia, cu acces la Oceanul Atlantic, nu are țărm la Marea Mediterană. Cu o lungime de 3.880 km și o suprafață totală de 2.503.000 km2, Mediterana este cea mai întinsă mare interioară din lume. Este aproape integral înconjurată de uscat, la sud de Africa, iar la nord de Europa și este unită cu Oceanul Atlantic doar printr-un canal îngust, numit Strâmtoarea Gibraltar, care măsoară între 13 și 27 km lățime.

## Agricultură
Grâul, măslinul și vița de vie sunt cultivate în bazinul mediteraneean încă din antichitate. Citricele, în special lămâile, orezul și legumele sunt cultivate în zone irigate.

## Vegetație

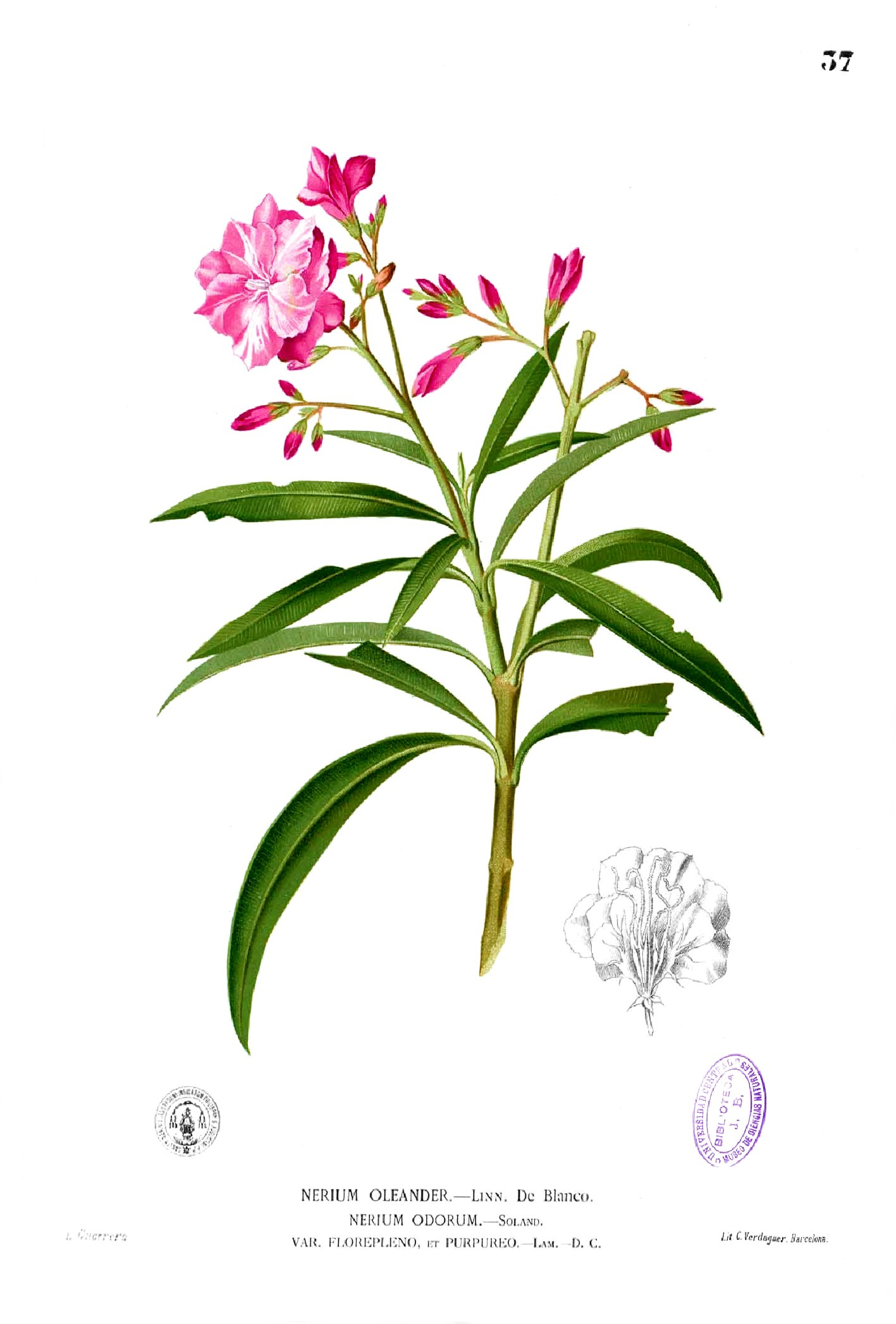
leandrul

Vegetația mediteraneeană este caracterizată prin plante xerofile, adaptate la lipsa precipitațiilor vara, veșnic verzi ale căror frunze nu cad în anotimpul rece. Frunzele acestor plante sunt adesea cerate (acoperite cu ceară) ceea ce le dă un aspect lucios, pielos pentru a reduce evapotranspirația.  Un exemplu tipic este leandrul. Alte plante specifice sunt smochinul si măslinul.
Stejarul de stâncă mediteraneean - Quercus ilex și pinul de Alep - Pinus halepensis sunt arbori specifici pădurilor mediteraneene.

## Galerie

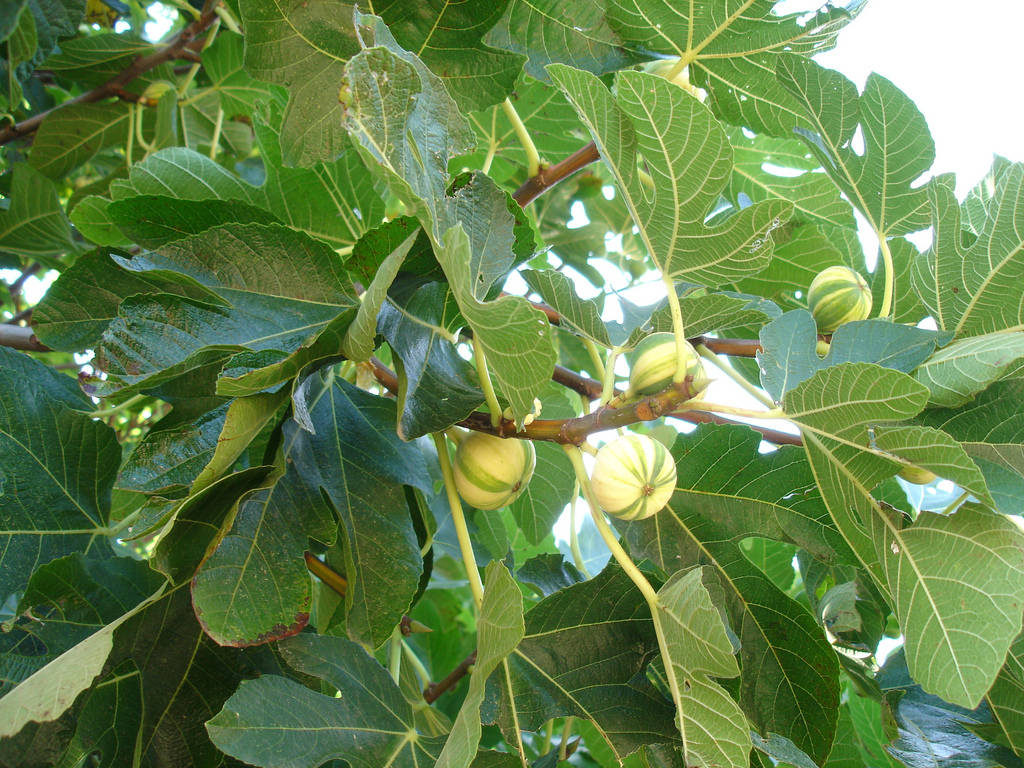
smochinul
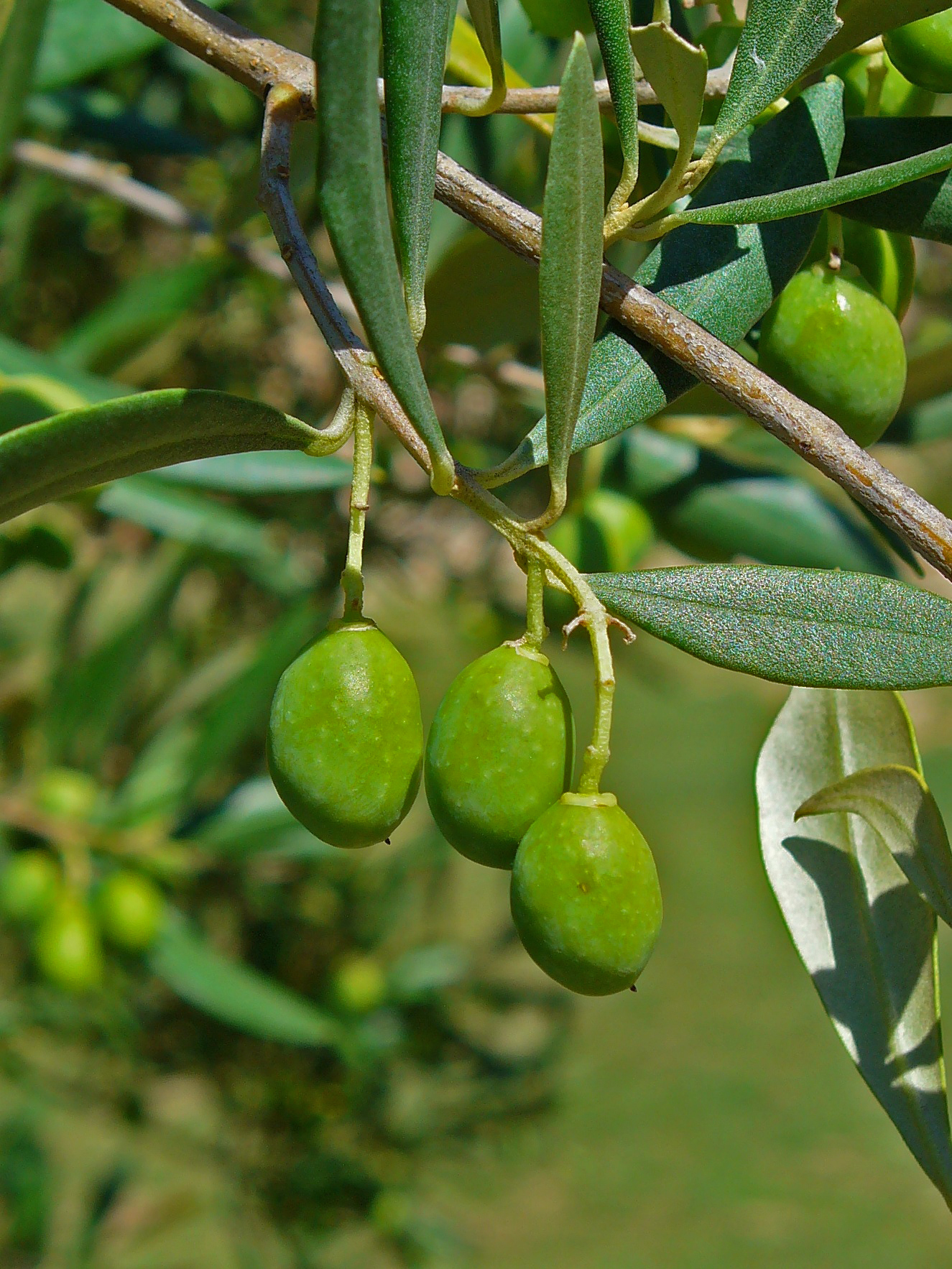
măslinul
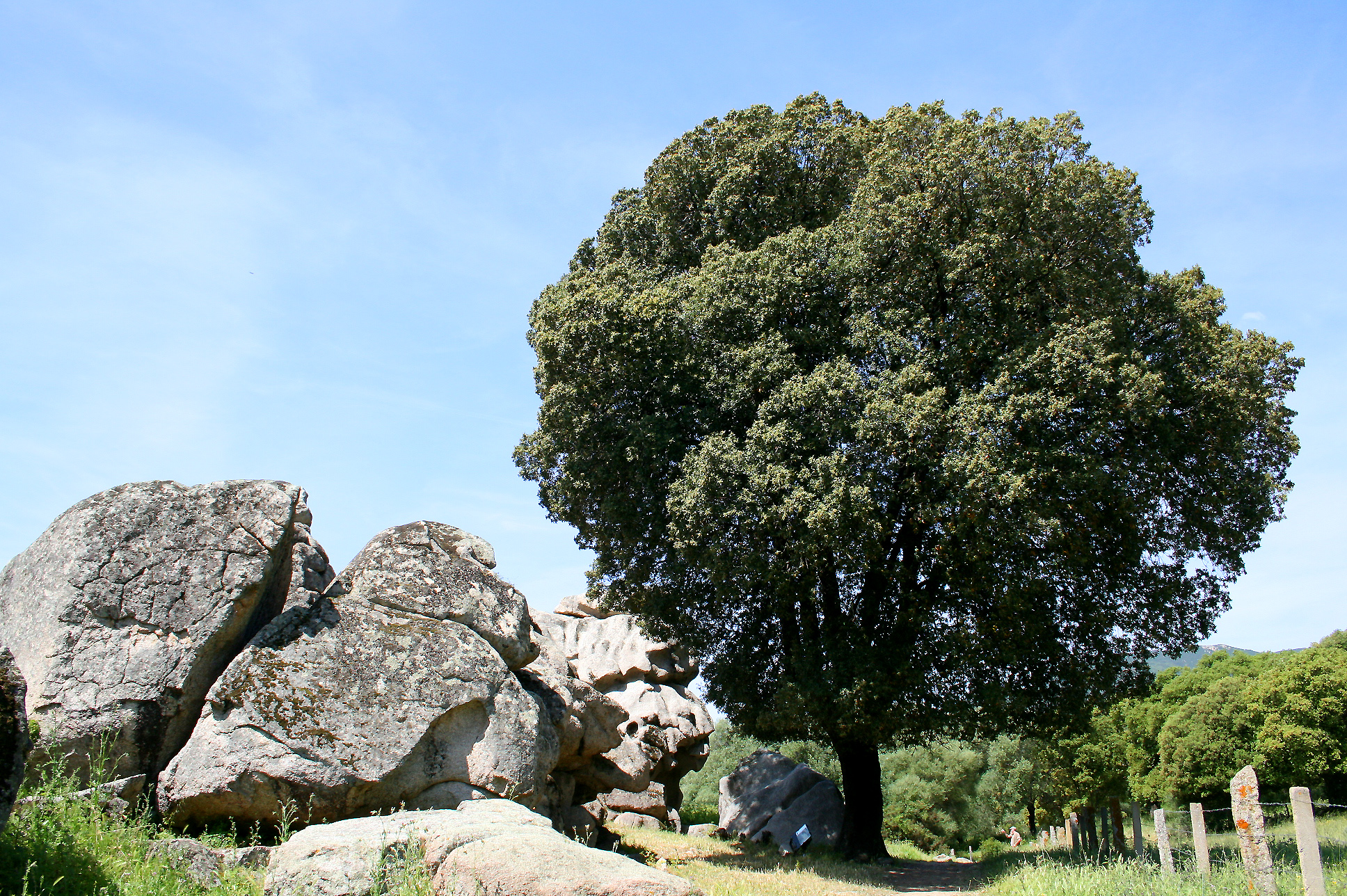
stejarul de stâncă mediteraneean
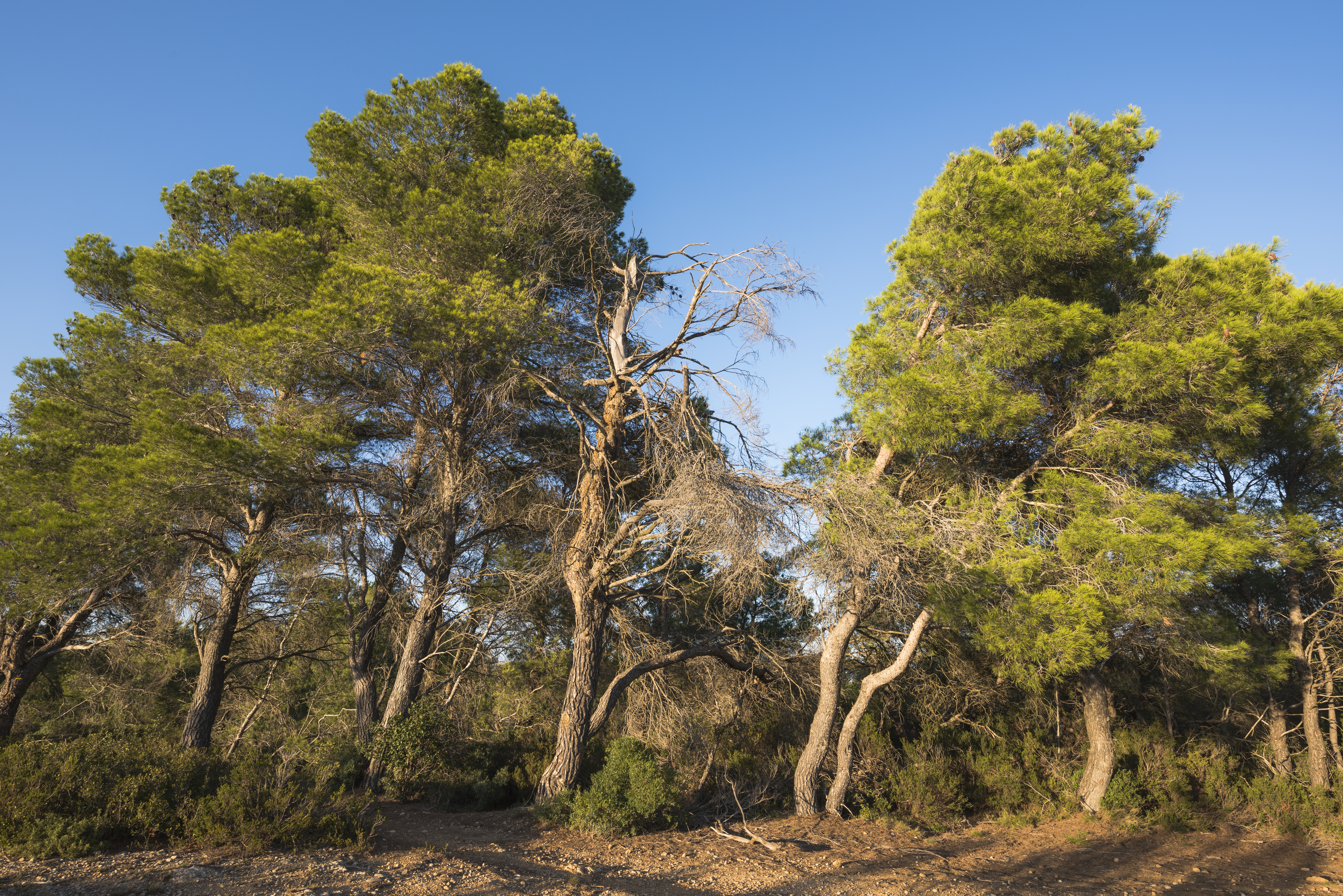
pinul de Alep